# De père en flic 2
Série
De père en flic
(2009)
Pour plus de détails, voir Fiche technique et Distribution.
De père en flic 2 est un film québécois réalisé et coscénarisé par Émile Gaudreault, Éric K. Boulianne et Sébastien Ravary sorti en salle le 14 juillet 2017. Il s’agit d’une comédie policière mettant en vedette Michel Côté et Louis-José Houde dans les rôles de deux policiers, père et fils, qui se détestent. Ce film est la suite de De père en flic (2009).

## Synopsis
Lorsque Marc Laroche, policier, apprend que Martin Germain, le lieutenant du chef de la mafia s'inscrit avec sa nouvelle conjointe à un « bootcamp » pour couples où les participants entreprennent une thérapie conjugale en pratiquant diverses activités, il s'y inscrit également avec sa coéquipière Alice afin de coincer le criminel pour qu'il passe aux aveux. Cette dernière est en couple avec Marc et leur relation est chancelante et s'exprime à cette occasion. De plus, Jacques, le père de Marc et policier près de la retraite et en déni de son âge avancé, infiltre également le camp, en tant que psychologue. La relation père-fils est amplifiée par les méthodes différentes de travailler de chacun.

## Fiche technique
- Titre original : De père en flic 2
- Réalisation : Émile Gaudreault
- Scénario : Émile Gaudreault, Sébastien Ravary et Eric K. Boulianne
- Musique : FM Le Sieur
- Direction artistique : Christian Légaré
- Costumes : Ginette Magny
- Maquillage : Marlène Rouleau
- Coiffure : Réjean Goderre
- Photographie : Geneviève Perron
- Son : Martin Desmarais, Marie-Claude Gagné, Bernard Gariépy Strobl
- Montage : Arthur Tarnowski
- Production : Denise Robert, Émile Gaudreault
- Société de production : Cinémaginaire
- Société de distribution : Les Films Séville
- Budget : 7 000 000 $ CA[1]
- Pays d'origine :  Canada
- Langue originale : français
- Format : couleur — format d'image : 2,35:1
- Genre : comédie policière, comédie de mœurs
- Durée : 107 minutes
- Dates de sortie :
  - Canada : 10 juillet 2017 (première au Théâtre Maisonneuve de la Place des Arts à Montréal)[2]
  - Canada : 13 juillet 2017 (sortie en salle au Québec)
  - Canada : 28 novembre 2017 (DVD et Blu-ray)[3]

## Distribution[4]

### Personnages principaux
- Michel Côté : Jacques Laroche
- Louis-José Houde : Marc Laroche
- Karine Vanasse : Alice Cyr
- Patrice Robitaille : Martin Germain
- Julie Le Breton : Pascale Lévesque
- Hélène Bourgeois Leclerc : Marie-Claude
- Sonia Vachon : Suzanne
- Diane Lavallée : Geneviève
- Yves Jacques : Bernard
- Mariana Mazza : Elissa
- Mehdi Bousaidan : Akim
- Mathieu Quesnel : Gaël
- Sylvie Potvin : Carole

### Personnages secondaires
- Alexandre Landry : Jean-François Côté
- Martin Dubreuil : Édouard Lemire, psychologue
- Sylvain Marcel : ministre de la Justice
- Vittorio Rossi (en) : Normand Massarelli, chef de la mafia
- Philippe-Audrey Larrue St-Jacques : Kev
- Guylaine Tremblay : Solange Bourgault, juge en chef Commission Bourgault
- Guillaume Lemay-Thivierge : Me Alain Gabourit, procureur de la Couronne
- Caroline Dhavernas : Geneviève, l'ex de Marc